# Ilirios

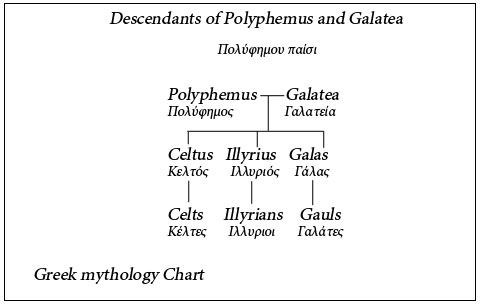
Ilirius, fiul lui Polifem și a Galateei

Ilirios sau Ilirius (greacă veche: Ἰλλυριός, Illyrios) este strămoșul mitologic eponim al triburilor ilire.

## Originile

### Cadmos și Harmonia
Potrivit Bibliotheca, Ilirios a fost fiul cel mai mic al lui Cadmos și al Harmoniei care în cele din urmă a devenit strămoșul eponim al ilirilor. Ilirios s-a născut în timpul unei expediții împotriva ilirilor.

### Polifem și Galateea
Potrivit Războaielelor Ilire de Appian, Ilirios a fost fiul ciclopului Polifem și al soției sale Galateea, avându-i ca frați pe Celtus și Galus. Copiii lui Polifem au migrat din Sicilia și au domnit peste popoare numite după ei: celți, iliri și galateni.  Aceasta genealogie a fost cel mai probabil compusă de fondatorii corintieni ai coloniei Epidamnus și conservate de Appian în lucrarea sa.

## Urmași
Ilirios a avut șase fii și trei fiice, ale căror nume au fost asociate cu anumite triburi:

### Fii
- Encheleus (Εγχελέα) din Enchelaeae
- Autarieus (Αυταριέα) din Autariates
- Dardanus (Δάρδανον) al dardanilor
- Maedus (Μαίδον)
- Taulas (Ταυλαντά) al taulanților
- Perrhaebus (Περραιβόν) din Perrhaebi

### Fiice
- Partho (Πάρθω) din Partheni
- Daortho (Δαορθώ) din Daors
- Dassaro (Δασσαρώ) din Dassaretae

### Nepoți
- Pannonius sau Paeon (fiul lui Autarieus) al panonilor

### Strănepoți
- Scordiscus (fiul lui Pannonius) al scordiscilor
- Triballus (fiul lui Pannonius) al tribalilor